# Кунестино
Кунестино — село в Приволжском районе Ивановской области, входит в состав Ингарского сельского поселения.

## География
Расположено на берегу речки Осья в 12 км на запад от райцентра города Приволжск.

## История
В XVII веке по административно-территориальному делению село входило в Костромской уезд в волость Емстну. В 1628 году в селе упоминается церковь "Никола чудотворец в селе Кунестине". В 1627-1631 годах "за вдовою Дарьею за Микитинскою женою Тихменева с детьми Павликом да Степанком да с Ивашком в поместье по ввозной грамоте 1616 г., за приписью дьяка Гарасима Мартемьянова, село Кунестино на речке Восье, а в селе церковь Николы чуд., да придел Сергия Радонежскаго чуд., да место порожнее что была церковь Николы чуд., а на церковной земле во дворе поп Стефан Дмитриев, во дворе дьячек Ондрюшка Федоров...". Каменная Благовещенская церковь с колокольней в селе построена в 1836 году усердием прихожан. Церковь была обнесена каменной оградой, внутри коей приходское кладбище. Престолов было три: главный в честь Благовещения Пресвятой Богородицы, придельные — во имя Покрова Пресвятой Богородицы и во имя святителя Николая Чудотворца.
В конце XIX — начале XX века село являлось центром Кунестинской волости Нерехтского уезда Костромской губернии, с 1918 года — Иваново-Вознесенской губернии.
С 1929 года село являлось центром Кунестинского сельсовета Середского района Ивановской области, с 1946 года — в составе Приволжского района, с 1963 года — в составе Фурмановского района, с 1983 года — вновь в составе Приволжского района, с 2005 года — в составе Ингарского сельского поселения.
До 2010 года в селе действовала Кунестинская начальная общеобразовательная школа.

## Население
| 1872 | 1897 | 1907 | 2002 | 2010 |
| ---- | ---- | ---- | ---- | ---- |
| 234  | ↘231 | ↗260 | ↘203 | ↘190 |

## Инфраструктура
В селе имеются фельдшерско-акушерский пункт, отделение почтовой связи.

## Достопримечательности
В селе расположены недействующая Церковь Благовещения Пресвятой Богородицы (1836) и деревянная Церковь Сергия Радонежского, построенная в 2014 году